# Triticinae
Triticinae, nekadašnji subtribus trava u potporodici Pooideae vodio se kao dio tribusa Triticeae. Postojalo je nekoliko rodova. Ime je došlo po rodu Triticum.

## Opis podtribusa
Podpleme Triticinae sastoji se od pet rodova, naime Aegilops, Agropyron, Haynaldia, Secale i Triticum, svi s x=7 kao osnovnim brojem i moguće potječu od zajedničkog pretka (PP). Homoeološki odnosi za koje se zna da postoje između pojedinačnih kromosoma iz različitih genoma heksaploidne pšenice, proširuju se na druge članove podplemena. Detaljno su pregledani dostupni radovi na području homoeoloških odnosa u podtribu Triticinae. Homoeološki odnosi jednog kromosoma svake od četiri vrste Aegilopsa tj. A. comosa, A. caudata, A. umbellulata i A. bicornis su sada poznati. Slično, u rodu Agrophyron poznati su odnosi šest kromosoma A. clongatum (2n=70), dva kromosoma A. clongatum (2n=14) i dva kromosoma A. intermedium. Rod Secale, za koji je također dostupan autorov vlastiti rad, je najopsežnije proučavan i sada su poznati odnosi najmanje pet kromosoma S. cereale. Nijedna druga vrsta Secale nije korištena u sličnim studijama. U rodu Haynaldia nije se moglo dokazati da niti jedan kromosom ima bilo kakav odnos s kromosomom pšenice, možda zbog niske erozivnosti s Triticum aestivum.

## Rodovi
1. Aegilops L.
2. Agropyron Gaertn.
3. Haynaldia Schur, sinonim je za Dasypyrum
4. Dasypyrum (Coss. & Durieu) T. Durand
5. Secale L.
6. Triticum L.